# Ingerophrynus celebensis
Ingerophrynus celebensis är en groddjursart som först beskrevs av Günther 1859.  Ingerophrynus celebensis ingår i släktet Ingerophrynus och familjen paddor. IUCN kategoriserar arten globalt som livskraftig. Inga underarter finns listade i Catalogue of Life.